# Station Mellerud
Station Mellerud is een spoorwegstation in de Zweedse plaats Mellerud. Het station is geopend in 1879 en ligt aan de Vänerbanan. Het station ligt in het centrum van de plaats en heeft een eilandperron.

## Verbindingen
| Serie | Treinsoort            | Route                                                                                                   | Bijzonderheden                                       |
| ----- | --------------------- | --- | ---------------------------------------------------- |
| 71    | Sneltrein (Väst / SJ) | (Karlstad – ) Säffle – Mellerud – Öxnered – Trollhättan – Göteborg                                      | Treinen van Västtågen rijden niet verder dan Säffle. |
| 75    | Stoptrein (TÅGAB)     | Falun – Borlänge – Ludvika – Kristinehamn – Karlstad – Kil – Säffle – Mellerud – Trollhättan – Göteborg | Stopt beperkt op de stations Nässundet en Grums.     |